# Aline Trede
Aline Trede (Berna, 26 agosto 1983) è una politica svizzera con cittadinanza tedesca dei Verdi Svizzeri. Dal 2013 al 2015 e poi dal 2018 è membro del Consiglio nazionale per il Canton Berna.

## Biografia
Si candidò come Consigliera nazionale per il Canton Berna alle elezioni federali del 2011, ma risultò la prima dei non eletti della sua lista con 33 717 preferenze. Entrò comunque in Consiglio nazionale nel 2013 subentrando alla collega di partito dimissionaria Franziska Teuscher.
Non venne confermata alle elezioni federali del 2015, prima dei non eletti della sua lista con 49 035 preferenze. Ritornò in Consiglio nazionale nel 2018 subentrando alla collega di partito dimissionaria Christine Häsler.

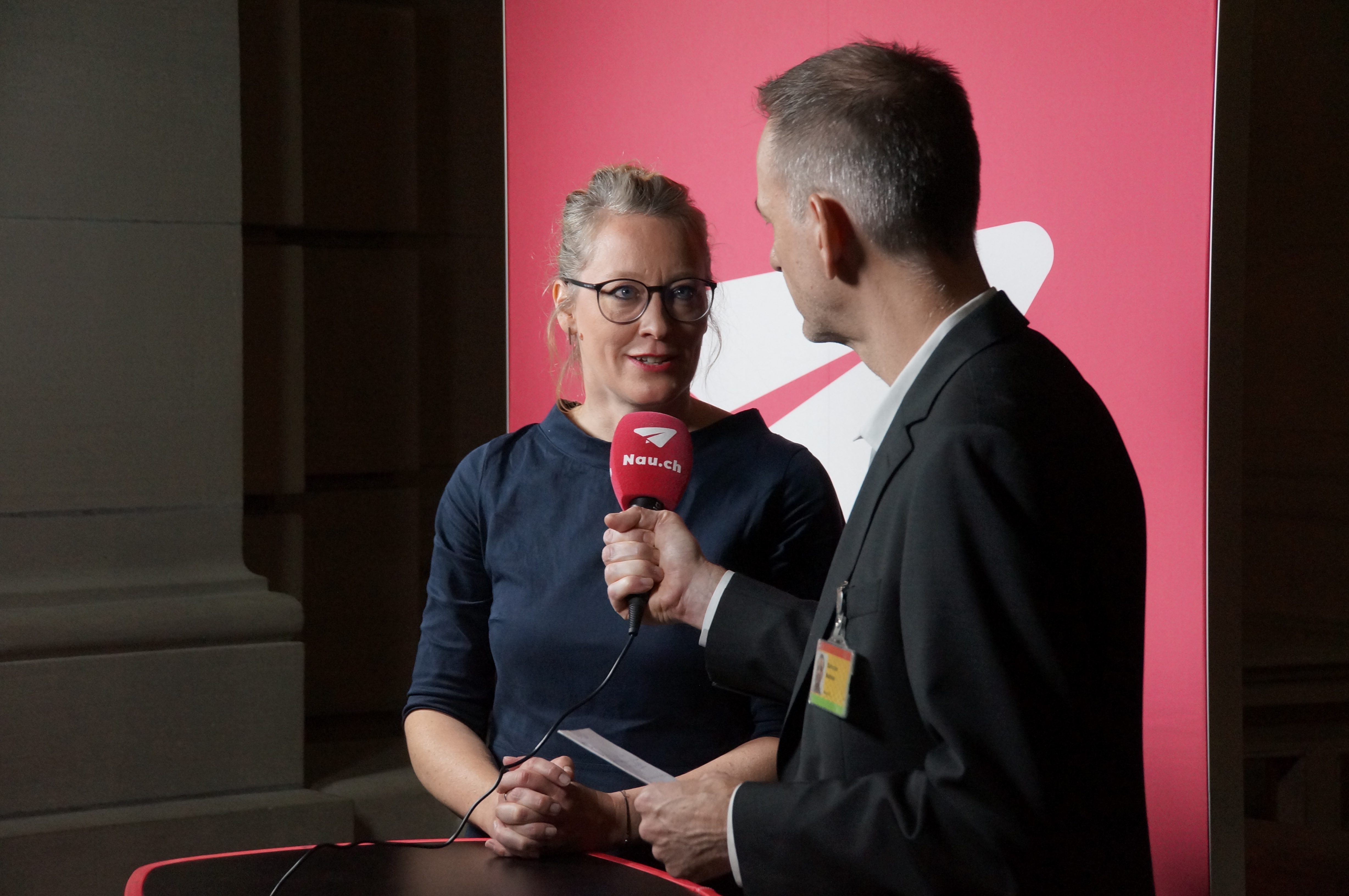
Aline Trede intervistata durante le elezioni federali del 2023

Alle elezioni federali del 2019 venne rieletta con 69 964 preferenze, la nona candidata eletta più votata. Anche alle elezioni federali del 2023 venne confermata risultando la sedicesima eletta più votata con 60 809 preferenze.
Fu vicepresidente Verdi Svizzeri da aprile 2008 a aprile 2012. Dal 2018 a maggio 2020 fu vicepresidente del Gruppo dei Verdi all'Assemblea federale, diventandone presidente a giugno 2020.